# Friedhof Columbiadamm

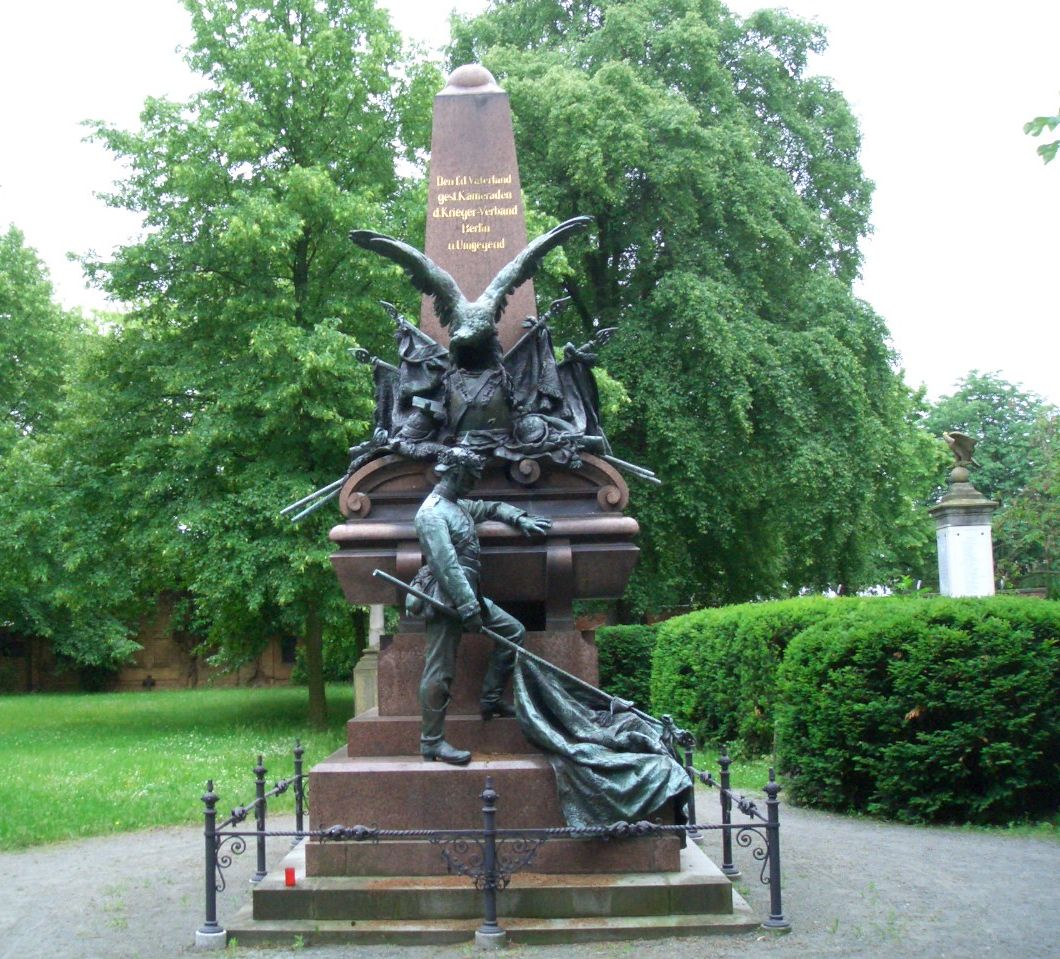
Kriegerdenkmal 1870/71 1888 geschaffen von Johannes Boese

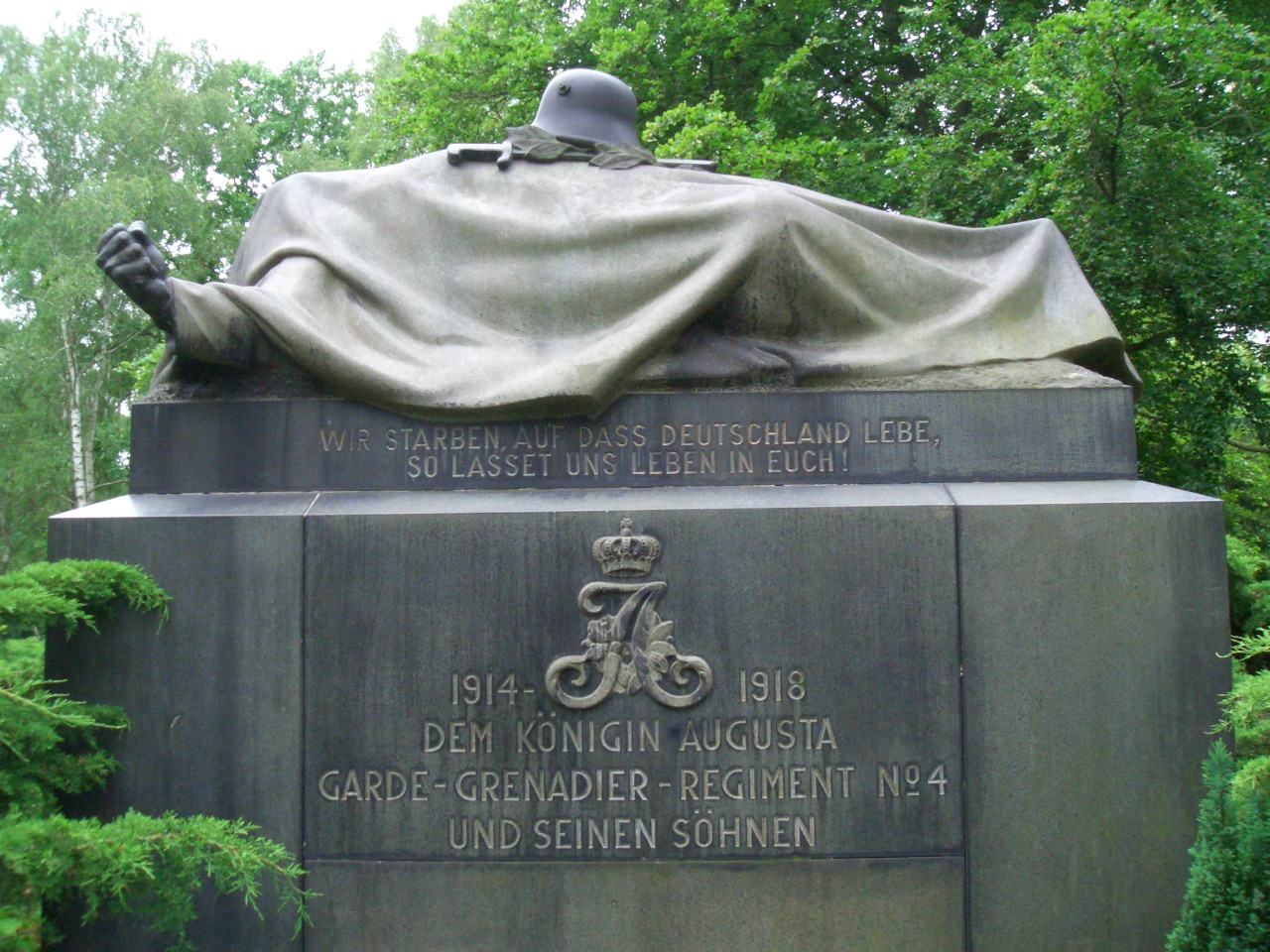
Denkmal für die Gefallenen des Königin Augusta Garde-Grenadier-Regiment Nr. 4, von Franz Dorrenbach, 1924/25

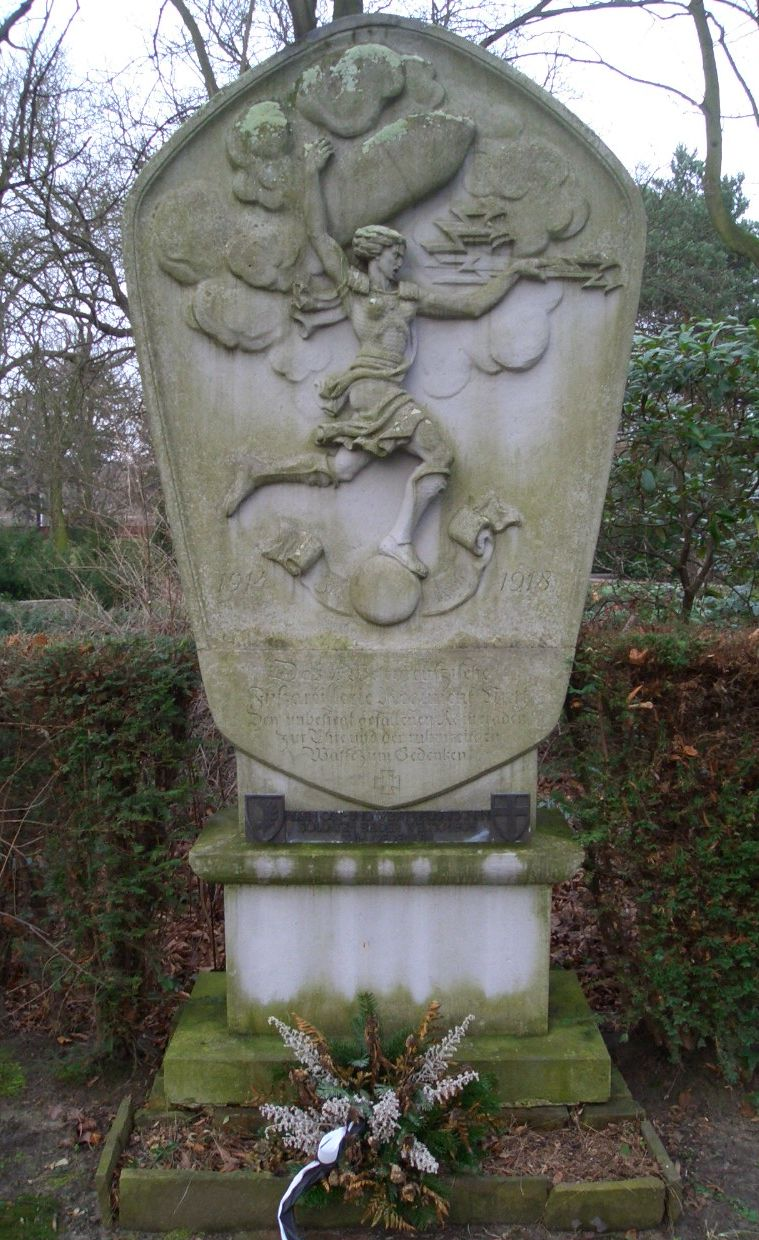
Kriegerdenkmal des 1. Westpreußischen Fußartillerie-Regiments Nr. 11. Bildhauer: Hermann Hosaeus

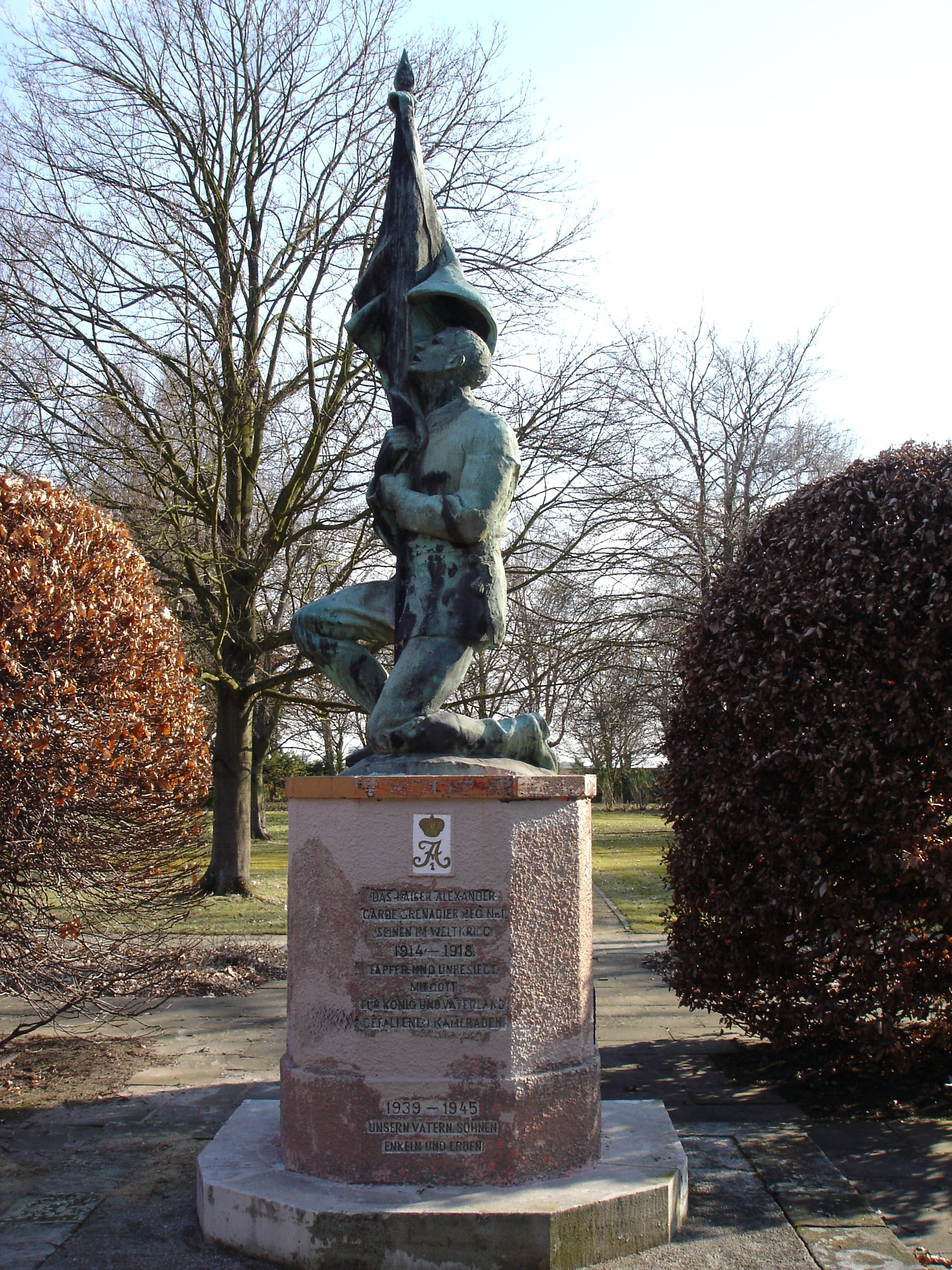
Denkmal für die Gefallenen des Kaiser Alexander Garde-Grenadier-Regiment Nr. 1, signiert: Kluge 1927, dargestellt ist der Fähnrich von der Recke zum Zeitpunkt seines Todes

Der landeseigene Friedhof Columbiadamm befindet sich im Berliner Ortsteil Neukölln, Columbiadamm 122–140. Er hatte schon einige Namen, beginnend mit Friedhof hinter der Hasenheide, Dennewitz-Friedhof, ab 1861 Neuer Garnisonfriedhof (um sich vom Alten zu unterscheiden), nach 1919 Garnisonfriedhof, seit den 1970ern offiziell Friedhof Columbiadamm, manchmal auch Friedhof am Columbiadamm. Er ist 104.044 m² groß und beherbergt derzeit gut 7000 Gräber.

## Geschichte
Nachdem Friedrich Wilhelm IV. beschlossen hatte, seine Garnison aus der Enge der Stadt abzuziehen und sie in neuen Kasernenbauten auf dem Tempelhofer Feld, das schon seit jeher als Exerzier- und Truppenübungsplatz genutzt worden war, unterzubringen, wurde der schon vorhandene kleine Friedhof hinter der Hasenheide einbezogen und ab 1861 zum Neuen Garnisonfriedhof erweitert. Er stiftete eine Friedhofskapelle dazu, auf die er auch gestalterisch Einfluss nahm. Sein Nachfolger König Wilhelm überließ 1866 einen kleinen Streifen, den noch heute bestehenden Türkischen Friedhof Berlin, dem Sultan Abdul Aziz für dessen Botschaftspersonal und alle Muslime in der wachsenden Hauptstadt Preußens.
Die gefallenen Soldaten der Kriege von 1866, 1870/71, des Kolonialkriegs in Afrika und insbesondere vom Ersten bzw. Zweiten Weltkrieg sorgten für kontinuierliche Belegung, in Friedenszeiten ließen sich Offiziere gerne – dem Stil der Zeit entsprechend – kostspielige Erbbegräbnisse bauen.
Wohl als Folge des Versailler Vertrags wurde die Garnison aufgelöst. Ab 1922 wurden die Kasernen zum Teil abgerissen und es wurde mit dem Bau des Flughafens Tempelhof begonnen. Der Friedhof blieb bestehen, weil sich auf ihm geschützte Kriegsgräber befinden (vgl. Gräbergesetz).

## Denkmäler
Angehörige verschiedener Regimenter haben auf dem weitläufigen Gelände insgesamt zehn Denkmäler unterschiedlicher Qualität aufgestellt, um ihrer gefallenen Kameraden zu gedenken. Diese stammen überwiegend aus den 1920er Jahren und wurden teilweise um Gedenktafeln für die Toten des Zweiten Weltkrieges ergänzt.
Das künstlerisch bedeutendste dürfte das Denkmal für die Gefallenen der Kriege von 1866 und 1870/71 sein. Es stammt von Johannes Boese (1888) und gilt als dessen Hauptwerk. Ein lebensgroßer preußischer Soldat senkt seine Fahne, während er um seine getöteten Kameraden trauert. Direkt daneben befindet sich ein Denkmal in gleicher Höhe und aus der gleichen Zeit für rund 50 französische Soldaten, die in Berliner Lazaretten ihren Verletzungen erlagen.
Ein weiteres monumentales Denkmal ist den Gefallenen des Königin Augusta Garde-Grenadier-Regiments Nr. 4 gewidmet. Das Kunstwerk aus schwarzem Syenit stammt aus dem Jahre 1925 und wurde von Franz Dorrenbach geschaffen. Ein Helm liegt auf einem Fahnentuch, unter dem sich die Konturen eines Mannes abzeichnen. Unter dem Tuch zeichnet sich die geballte Faust des Mannes ab.
Der Friedhof hat den Charakter einer Parkanlage. Auf weiten Teilen des Areals wurden nach 1945 Gräber eingeebnet und durch kleine Gedenksteine aus Backstein ersetzt, wie sie sich auch auf den meisten anderen Berliner Friedhöfen wiederfinden. Etliche kultur- und kunsthistorisch interessante Gräber haben sich jedoch erhalten. Einige Grabfelder wurden für die Neuköllner Bevölkerung freigegeben, auf einigen liegen die zivil und militärisch Verstorbenen Seite an Seite.
Mit den ersten Todesfällen aus der ersten türkischen Gastarbeitergeneration entstand Bedarf nach einem muslimischen Friedhof in Berlin. Hierfür wurde ein Teil des ehemaligen Soldatenfriedhofes für die Verstorbenen muslimischen Glaubens ausgewiesen.

## Grabstätten bekannter Persönlichkeiten
(* = Ehrengrab des Landes Berlin)
- Günter Elsner* (1916–1992), Politiker
- Hermann Fricke († 1904), Füsilier, kam bei einer zivilen Rettungstat ums Leben, Gedenkstein an der Lichtensteinbrücke[1]
- Günter Bruno Fuchs (1928–1977)*, Dichter und Grafiker
- Gemeinschaftsgrab für die 29 Besatzungsmitglieder des Marineluftschiffs L 2, verunglückt auf dem Flughafen Berlin-Johannisthal am 17. Oktober 1913
- Kurt Gencke († 1941), Dichter
- Viktor Karl Ludwig von Grumbkow-Pascha († 1901), Generaladjutant des Sultans
- Wilhelm von Hahnke (1833–1912), Generalfeldmarschall
- Eduard von Hartmann* (1842–1906), Philosoph
- Franz von Hinüber († 1929), Ex-Staatsminister des Fürstentums Reuß
- Erich Kling († 1892), Hauptmann, Afrikaforscher
- Paulus Klüpfel (1876–1918), Gründer des Freiland-Freigeld-Bundes
- Curt von Knobelsdorff (1839–1904), Mitbegründer des Blauen Kreuzes, Oberstleutnant a. D.
- Eduard von Knorr (1840–1920), Admiral
- Hans von Kretschmann (1832–1899), General der Infanterie, Vater der Frauenrechtlerin Lily Braun, geborene von Kretschmann
- Gustav von Lauer († 1889), über 44 Jahre Leibarzt von Kaiser Wilhelm I.
- Balduin Möllhausen* (1825–1905), Schriftsteller
- Hermann von Petersdorf († 1929), Historiker und preußischer Staatsarchivar
- Bernhard von Poten († 1909), Militärschriftsteller
- Moritz von Prittwitz und Gaffron (1795–1885), General der Infanterie und Generalinspekteur aller preußischen Festungen
- Emma von Schirach (1872–1944), Mutter von Baldur von Schirach
- Rudolf von Schön (1810–1891), preußischer General der Kavallerie
- Adolf Siemens (1811–1887), Vetter von Werner von Siemens, Erfinder
- Hugo von Waldeyer-Hartz (1876–1942), Marineschriftsteller
- Francesco Valentini (1789–1862), Sprachlehrer, Italianist und Lexikograf

## Galerie

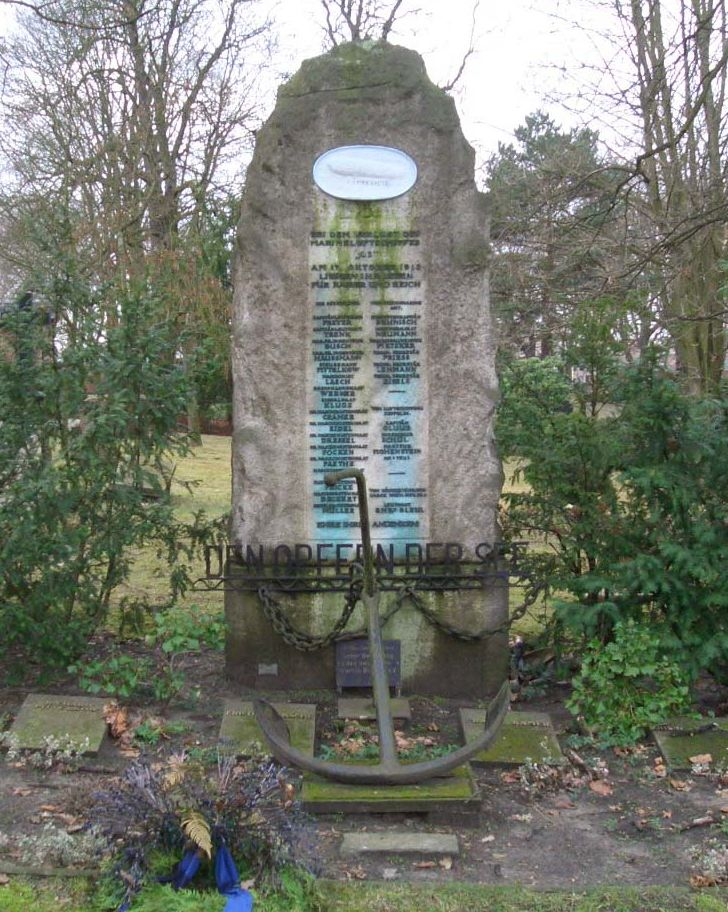
Gemeinschaftsgrab mit Anker für die 1913 verunglückten 28 Marineluftschiffer von der L 2 (LZ 18)
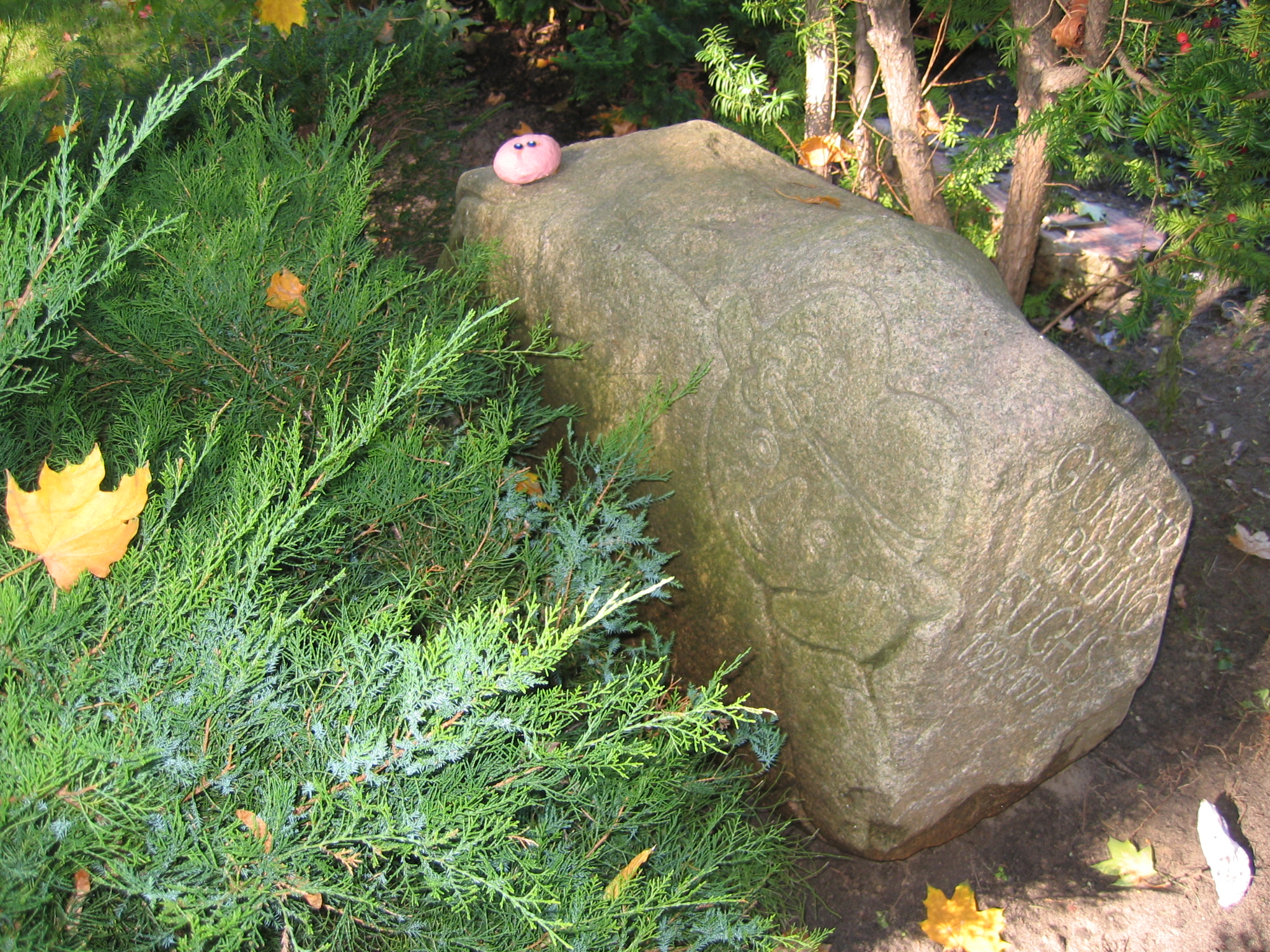
Grab von Günter Bruno Fuchs
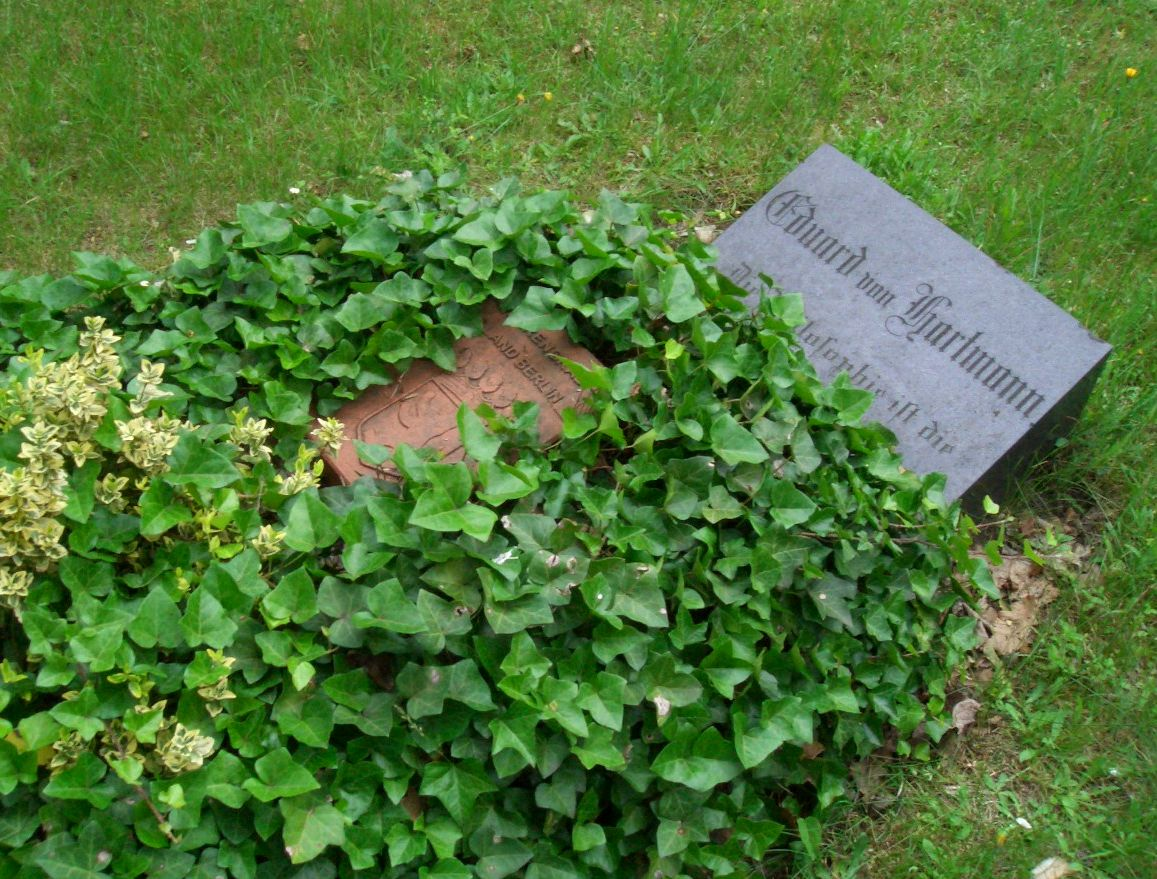
Ehrengrab des Philosophen Eduard von Hartmann
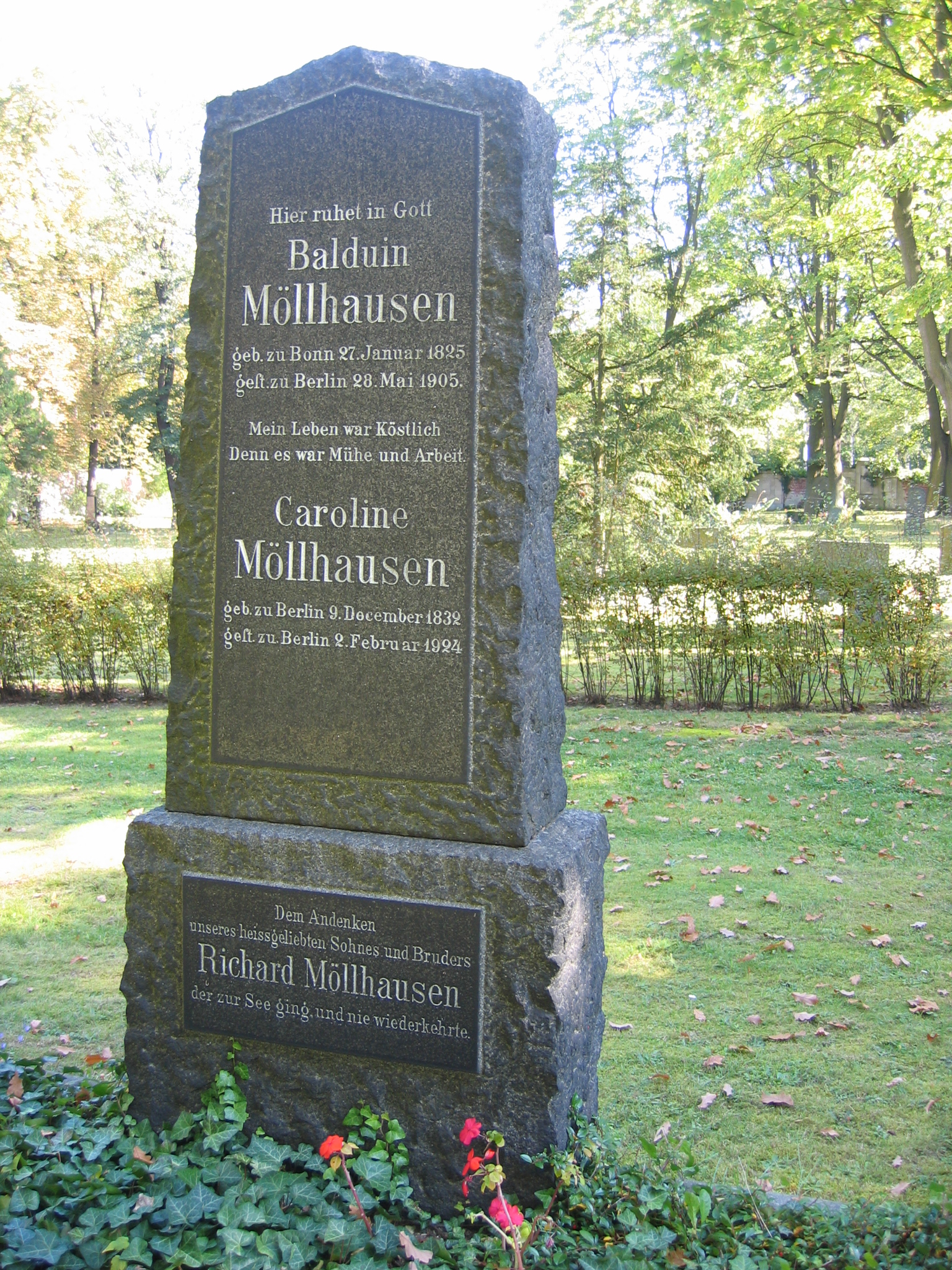
Grab von Balduin Möllhausen
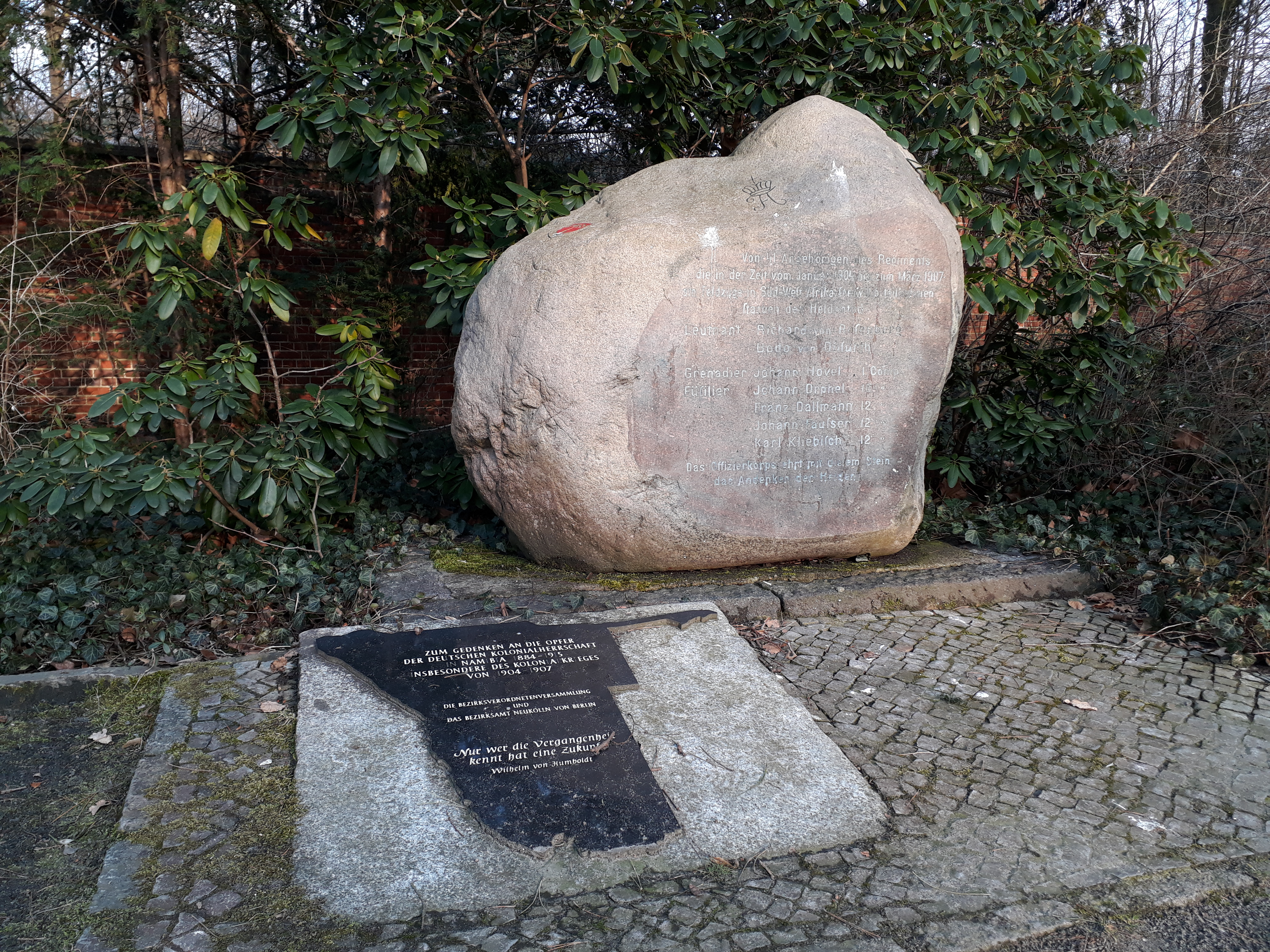
Hererostein mit Namibia-Gedenkplatte